# Józef Lewandowski (1897–1975)
Józef Lewandowski (ur. 14 października 1897 w Chrzanowie, zm. 19 października 1975 w Rugby) – chorąży Wojska Polskiego, działacz niepodległościowy, kawaler Orderu Virtuti Militari.

## Życiorys
Urodził się 14 października 1897 we wsi Chrzanowo, w ówczesnym powiecie ciechanowskim guberni płockiej, w rodzinie Antoniego i Józefy z Łukasiaków. Ukończył cztery klasy w gimnazjum w Mohylewie nad Dnieprem.
3 marca 1915 wstąpił do Legionu Puławskiego. Następnie służył w dywizjonie ułanów polskich, który wchodził w skład Brygady Strzelców Polskich. Później kontynuował służbę w 1 pułku ułanów, który był jednym z oddziałów Dywizji Strzelców Polskich, a następnie Dywizji Ułanów. Od lipca do listopada 1918, po rozbrojeniu I Korpusu Polskiego, działał w Polskiej Organizacji Wojskowej na Ukrainie.
10 marca 1919 wstąpił do odtworzonego 1 pułku ułanów i walczył na wojnie z Ukraińcami, a następnie wojnie z bolszewikami. W sierpniu 1920 został przeniesiony do 115 pułku ułanów. Wyróżnił się 11 października 1920 w czasie zagonu na Korosteń dowodząc plutonem 2 szwadronu w boju pod wsią Otcówka. Za ten czyn 15 listopada 1920 rotmistrz Witold Radecki-Mikulicz sporządził wniosek o odznaczenie Orderem Virtuti Militari. Po zakończeniu działań wojennych pozostał w wojsku jako podoficer zawodowy i kontynuował służbę w oddziale, który został przemianowany na 25 pułk ułanów. Od 1 września 1930 pełnił służbę w Komendzie Garnizonu Prużana, a następnie w Komendzie Placu Prużana na stanowisku szefa kancelarii.
W 1937 został przeniesiony do 10 Pułku strzelców konnych w Łańcucie. W jego szeregach walczył w kampanii wrześniowej 1939, a później kampanii francuskiej 1940. Dostał się do niewoli niemieckiej, z której zbiegł i przedostał się do Hiszpanii, gdzie został osadzony w obozie koncentracyjnym Miranda de Ebro. Po zwolnieniu przez Gibraltar dotarł do Wielkiej Brytanii i został przyjęty do Polskich Sił Zbrojnych. W latach 1944–1945 walczył w szeregach 10 pułku strzelców konnych we Francji, Belgii, Holandii i Niemczech. Awansował na chorążego. Po zakończeniu wojny i demobilizacji zamieszkał w Wielkiej Brytanii i został mianowany tytularnym podporucznikiem. Zmarł 19 października 1975 w Rugby.
Był żonaty, miał córkę Halinę Janinę (ur. 3 stycznia 1925).

## Ordery i odznaczenia
- Krzyż Srebrny Orderu Wojskowego Virtuti Militari nr 3723 – 29 października 1921[5][6][7][8][9]
- Krzyż Niepodległości – 23 grudnia 1933 „za pracę w dziele odzyskania niepodległości”[10][4][11][12]
- Krzyż Walecznych[1]
- Brązowy Krzyż Zasługi – 1938 „za zasługi w służbie wojskowej”[13]
- Medal Pamiątkowy za Wojnę 1918–1921[1]
- Medal Dziesięciolecia Odzyskanej Niepodległości[1]
- Odznaka pamiątkowa I Korpusu Polskiego w Rosji[1]
- Odznaka pamiątkowa 1 pułku ułanów krechowieckich[1]
- Medal Zwycięstwa[14][1]